# ایهور بوهاچ
ایهور بوهاچ (اوکراینی: Ігор Володимирович Богач؛ زادهٔ ۳ مهٔ ۱۹۹۶) بازیکن فوتبال اهل اوکراین است.
از باشگاه‌هایی که در آن بازی کرده‌است می‌توان به باشگاه فوتبال کارپاتی لویو اشاره کرد.